# ویلنیا
ویلنیا (لیتوانیایی: Vilnia) رودی است که به نریس می‌ریزد. این رود از کشورهای بلاروس و لیتوانی می‌گذرد و طول آن ۷۹٫۶ کیلومتر (۴۹٫۵ مایل) است.